# エミル川
エミル川 (カザフ語: Еміл,ロシア語: Эмель,中国語: Émǐn hé)とは、カザフスタン及び中国を流れる河川。Emel、あるいはImilとも表記される。また漢字表記「額敏河」に由来するEminという表記もある。
エミル川はアラコル湖へ流入する主要な河川の一つで、流域には新疆ウイグル自治区タルバガタイ地区や東カザフスタン州などが位置する。

## 地理
エミル川は、北のタルバガタイ山脈、南東のバルリク山脈、西のアラコル湖に囲まれたエミル渓谷を流れる河川である。エミルの源流は「サリ・エミル（テュルク語で「黄色いエミル」の意）」と「カラ・エミル（同じく「黒いエミル」の意）」の二つあり、両者とも中国-カザフ国境の近く、タルバガタイ山脈とサウル山脈が接する山中から流れ出している。
2つのエミル川は西北西方向に流れた後、合流して一つの河川となり、ドルビルジン県(額敏県)を流れる。ドルビルジン県を過ぎるとチョチェク市とチャガントカイ県を流れ、エミル川は北緯46度29分35秒 東経82度43分30秒 / 北緯46.49306度 東経82.72500度,で中国-カザフ国境を越える。その後、カザフスタン内をしばらく流れ、北緯46度22分03秒 東経81度56分42秒 / 北緯46.36750度 東経81.94500度でアラコル湖に流れ込み、そこで三角州を形成する。蛇行する川の全長は250km（160マイル）で、そのうち180km（110マイル）が中国を、70km（43マイル）がカザフスタンを流れる。
13世紀、モンゴル帝国を創設したチンギス・カンは4個の千人隊とエミル川一帯を領地として三男のオゴデイに授け、以後エミル川一帯はオゴデイ家の根拠地として代々受け継がれた。現在においても、ドルビルジン県の中心地エミル（エミン）はエミル川渓谷に位置している。
エミル川は附近を流れるより有名なイリ川と同様に、中国側の山々から流量の大部分を得ており、カザフスタンの主要な湖の水量調整に必要不可欠である。そのため、中国内の水の管理はカザフスタンにとって非常に重要であり、両国当局間による協議対象である。